# Riyon Tori
Riyon Tori (桃李 理永 Tori Riyon?), född 25 september 2001 i Osaka prefektur, är en japansk fotbollsspelare.
Tori började sin karriär 2019 i Cerezo Osaka.